# Phinaea pulchella
Phinaea pulchella är en tvåhjärtbladig växtart som först beskrevs av August Heinrich Rudolf Grisebach, och fick sitt nu gällande namn av Conrad Vernon Morton. Phinaea pulchella ingår i släktet Phinaea och familjen Gesneriaceae.

## Underarter
Arten delas in i följande underarter:
- P. p. domingensis
- P. p. pulchella